# Vila Nova da Baronia
Vila Nova da Baronia is een plaats (freguesia) in de Portugese gemeente Alvito en telt 1.245 inwoners (telling 2011) tegenover 1.328 inwoners  in 2001.